# 東富駅
東富駅（とうふえき）とは、中華人民共和国吉林省吉林市舒蘭市に位置する吉舒線の駅。

## 歴史
- 1960年　開業。

## 隣の駅
中華人民共和国鉄道部
吉舒線
吉舒駅 - 東富駅 - 舒蘭駅
座標: 北緯44度21分52秒 東経126度53分18秒 / 北緯44.36442度 東経126.88839度